# Enric Saborit
Enric Saborit Teixidor (Barcelona, 27 april 1992) is een Spaans voetballer die doorgaans als linksback speelt. Hij debuteerde in 2013 in het betaald voetbal in het shirt van Athletic Bilbao.

## Clubcarrière
Saborit verruilde RCD Espanyol op zestienjarige leeftijd voor Athletic Bilbao. Hij speelde in 2010  enkele wedstrijden voor CD Baskonia, Bilbao's satellietclub. Op 25 augustus 2013 debuteerde hij voor Athletic Bilbao in de Primera División, tegen CA Osasuna (2-0 winst). Hij speelde de volledige wedstrijd. Op 6 oktober 2013 deed Saborit 90 minuten mee tegen Valencia CF (1-1).

## Interlandcarrière
Saborit speelde twee interlands voor Spanje -19.
1 Simón ·
3 Vivian ·
4 Paredes ·
5 Álvarez ·
6 Vesga ·
7 Berenguer ·
8 Sancet ·
9 I. Williams ·
10 Muniain  ·
11 N. Williams ·
12 Guruzeta ·
13 Agirrezabala ·
14 D. García ·
15 Lekue ·
16 Ruiz de Galarreta ·
17 Berchiche ·
18 De Marcos ·
19 García de Albéniz ·
20 Villalibre ·
21 Herrera ·
22 R. García ·
23 Nolaskoain ·
24 Prados ·
29 Ares ·
30 Gómez ·
Coach: Valverde